# Bermúdez
Bermúdez is een gemeente in de Venezolaanse staat Sucre. De gemeente telt 174.000 inwoners. De hoofdplaats is Carúpano.